# Insertkabel
Als Insertkabel bezeichnet man in der Tontechnik ein Kabel, das zum Einschleifen eines signalverarbeitenden Geräts in den Signalweg eines Mischpults verwendet wird.
Insertkabel sind meist Y-förmig konfektioniert (Kabelpeitsche) mit einem Klinkenstecker für die Verbindung zum Mischpult und zwei weiteren Steckverbindern (XLR oder Klinke) für die Verbindung mit dem einzuschleifenden Gerät.
Das Mischpult stellt üblicherweise spezielle Insert-Buchsen bereit, an die das Insertkabel angeschlossen wird. Diese Buchsen gibt es für einzelne Kanäle, für Subgruppen und für Summen. 
Die Belegung der Klinkenbuchse am Mischpult ist nicht zuverlässig standardisiert; meist wird über die Spitze (engl. tip) das Signal aus dem Mischpult herausführt, der Ring (engl. ring) führt das Signal zurück und der Schaft (engl. sleeve) dient als Massepotential. Üblicherweise ist die Buchse so ausgeführt, dass das Signal im Mischpult intern weitergeleitet wird, wenn kein Stecker in der Buchse steckt. Die Signalführung eines solchen Insertkabels ist dabei unsymmetrisch. Dies wird in Kauf genommen, da die Signalwege zum Einschleifen externer Geräte in der Regel kurz sind.
Manche Mischpulte bieten dennoch symmetrische Inserts; hier existieren jeweils eine Eingangs- und eine Ausgangsbuchse pro Signalweg. Das Einschleifen des externen Geräts erfolgt dann über gewöhnliche NF-Leitungen.